# Przodkowo (gemeente)
De gemeente Przodkowo is een landgemeente in het Poolse woiwodschap Pommeren, in powiat Kartuski.
De gemeente bestaat uit 15 administratieve plaatsen solectwo : Hopy, Kawle Dolne, Kczewo, Kłosowo, Kobysewo, Kosowo, Pomieczyno, Przodkowo (sołectwa Przodkowo en Przodkowo Działki), Rąb, Smołdzino, Szarłata, Tokary, Warzenko, Załęże
De zetel van de gemeente is in Przodkowo.
Op 30 juni 2004 telde de gemeente 6786 inwoners.

## Oppervlakte gegevens
In 2002 bedroeg de totale oppervlakte van gemeente Przodkowo 85,39 km², waarvan:
- agrarisch gebied: 77%
- bossen: 11%

De gemeente beslaat 7,62% van de totale oppervlakte van de powiat.

## Demografie
Stand op 30 juni 2004:
| Omschrijving                   | Totaal | Totaal | Vrouwen | Vrouwen | Mannen | Mannen |
| ------------------------------ | ------ | ------ | ------- | ------- | ------ | ------ |
| eenheid                        | aantal | %      | aantal  | %       | aantal | %      |
| inwoners                       | 6786   | 100    | 3356    | 49,5    | 3430   | 50,5   |
| bevolkingsdichtheid (inw./km²) | 79,5   | 79,5   | 39,3    | 39,3    | 40,2   | 40,2   |

In 2002 bedroeg het gemiddelde inkomen per inwoner 1507,65 zł.

## Zonder de statussołectwo
Bagniewo, Barwik, Bielawy, Brzeziny, Buczyno, Bursztynik, Czarna Huta, Czeczewo, Gliniewo, Hejtus, Kawle Górne, Kłosowo-Piekło, Kłosowo-Wybudowanie, Kłosówko, Krzywda, Masłowo, Młynek, Nowe Tokary, Osowa Góra, Otalżyno, Piekiełko, Przodkowo-Wybudowanie, Sośniak, Stanisławy, Tokarskie Pnie, Trzy Rzeki, Warzeńska Huta, Wilanowo, Załęskie Piaski.

## Aangrenzende gemeenten
Kartuzy, Szemud, Żukowo